# تيكسيرا سواريس
تيكسيرا سواريس بلدية في ولاية بارانا في المنطقة الجنوبية من البرازيل.